# ITA National Intercollegiate Indoor Championships 2006
Bei den ITA National Intercollegiate Indoor Championships wurden 2006 zum 28. Mal die Hallenmeister im US-amerikanischen College Tennis ermittelt. Gespielt wurde vom 2. bis zum 5. November auf dem Campus der Ohio State University in Columbus, Ohio.

## Herreneinzel

### Setzliste
| Nr. | Spieler             | Erreichte Runde |
| --- | ------------------- | --------------- |
| 01. | Benjamin Kohllöffel | Sieg            |
| 02. | John Isner          | Achtelfinale    |
| 03. | Arnau Brugués Davi  | 1. Runde        |
| 04. | Lars Pörschke       | Achtelfinale    |

| Nr. | Spieler            | Erreichte Runde |
| --- | ------------------ | --------------- |
| 05. | Somdev Devvarman   | 1. Runde        |
| 06. | Luis-Manuel Flores | 1. Runde        |
| 07. | Travis Helgeson    | Achtelfinale    |
| 08. | Erling Tveit       | Viertelfinale   |

## Herrendoppel

### Setzliste
| Nr. | Paarung                         | Erreichte Runde |
| --- | ------------------------------- | --------------- |
| 01. | John Isner Luis Flores          | Sieg            |
| 02. | Brian Hung Matko Maravic        | Halbfinale      |
| 03. | Marco Born Andreas Siljeström   | Finale          |
| 04. | Markus Dickhardt Christian Groh | Viertelfinale   |

## Dameneinzel
| Nr. | Spieler         | Erreichte Runde |
| --- | --------------- | --------------- |
| 01. | Zsuzsanna Babos | 1. Runde        |
| 02. | Audra Cohen     | Sieg            |
| 03. | Kristi Miller   | Viertelfinale   |
| 04. | Mélanie Gloria  | Halbfinale      |

| Nr. | Spieler            | Erreichte Runde |
| --- | ------------------ | --------------- |
| 05. | Theresa Logar      | 1. Runde        |
| 06. | Jelena Pandžić     | Finale          |
| 07. | Diana Srebrovic    | Viertelfinale   |
| 08. | Megan Moulton-Levy | Halbfinale      |

## Damendoppel
| Nr. | Paarung                             | Erreichte Runde |
| --- | ----------------------------------- | --------------- |
| 01. | Catrina Thompson Christian Thompson | 1. Runde        |
| 02. | Zsuzsanna Babos Zsuzsanna Fodor     | 1. Runde        |
| 03. | Sara Anundsen Jenna Long            | Viertelfinale   |
| 04. | Megan Moulton-Levy Katarina Zoricic | Sieg            |